# マルギット島

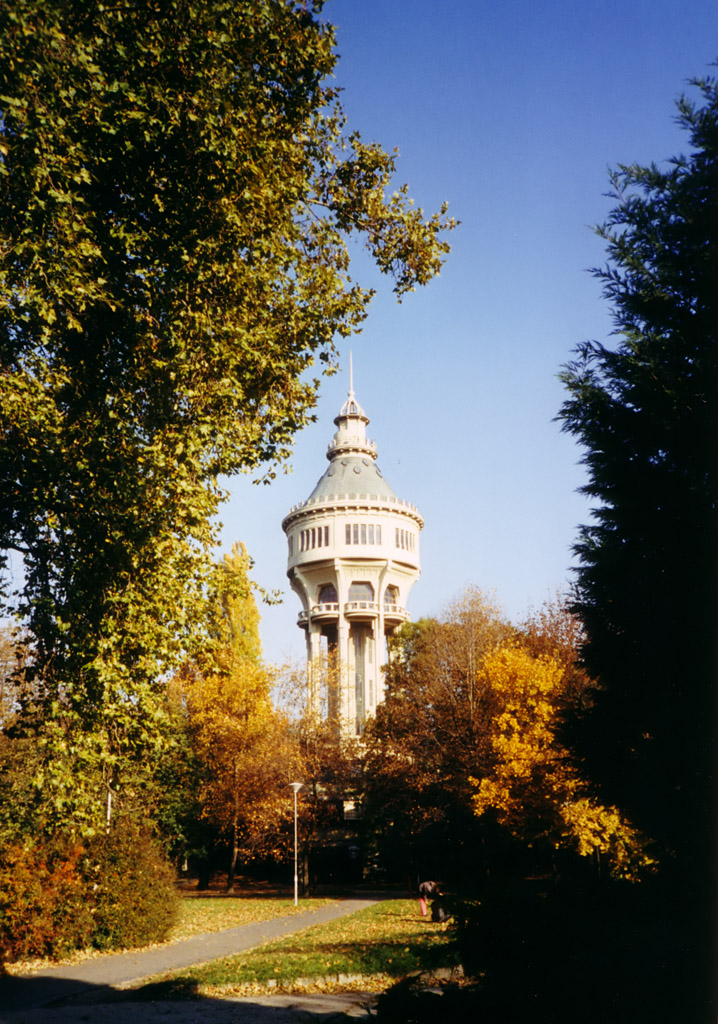
給水塔、マルギット島の名勝

マルギット島（ハンガリー語: Margit-sziget）は、ハンガリー、ブダペストのドナウ川に浮かぶ長さ2.5km、幅500m、面積0.965km²を有する中州である。行政的にはブダペスト13区に属し、島の領域は南はマルギット橋から北はアールパード橋までである。

## 名称
この島は中世にはニュラク・シゲテ（ウサギの島の意）と呼ばれていた。その後、ハンガリー王女の聖マルギットにちなんで現在の名前になった。かつての他の名称としては、ナジボルドガッソニ・シゲット（我々の淑女の島）、ウール・シゲット（高貴の島）、ブダイ・シゲット（ブダの島）、デュナイ・シゲット（ドナウの島）、ナードル・シゲット、パラチヌス・シゲット（宮中の島）など、時代ごとに異なる呼び名をされていた。

## 歴史
聖ヨハネ騎士団が12世紀にこの島に住みついたのが始めとされる。現在島に残っている歴史的な遺物は、13世紀のフランシスコ会及びドミニコ会の教会の物であるが、12世紀のプレモンテ会の物も残っている。聖アウグスチノ修道会の会員もまたこの島に住んでいた。
この島はその後、16世紀まで女子修道会によって支配されていた。しかしオスマン帝国との戦争の間に修道士や修道女は逃げ去り、建物は破壊された。18世紀にはハンガリー王国直轄地となり、1908年にはこの地は公園として開放された。
今日、この島が島として川の上に存在しているのは、19世紀末、ドナウ川の流量を制御するようになったからである。元来、標高は102.5mであるが、流量を制限した結果、標高は104.85mにまで上がった。

## 名勝

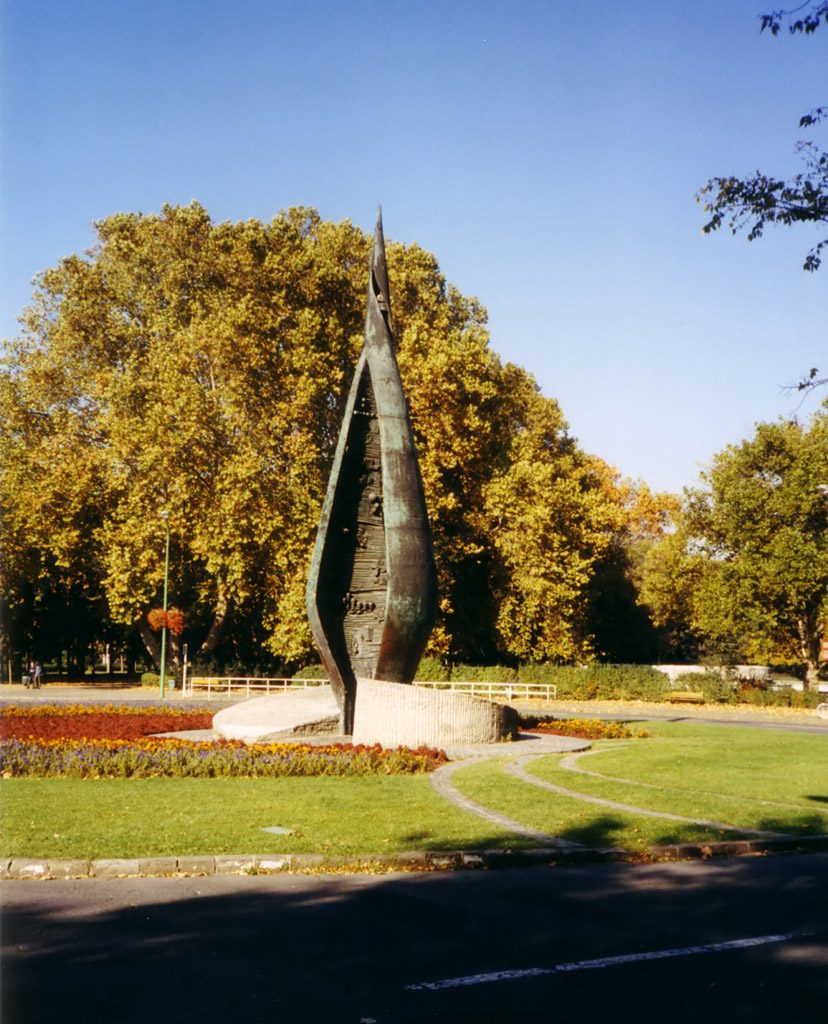
百周年記念碑

島の大部分は観光用の公園として整備されており、レクレーションの場所としても有名である。中世の廃墟も見られ、当時は宗教的中心地であったことが窺える。また、1980年代からは自動車での乗り入れが制限され、バスまたはタクシー、周辺の商店やレストランの駐車場からアクセスする事となった。島の北端にホテルの宿泊用の駐車場のみ存在している。
- ブダペスト市設立百周年記念碑（画像参照）
- 小さな日本庭園とほの温かい魚のいる池
- 珍しい水鳥が多い小さな動物園
- ゼネーロ・クット:屋外コンサートの小さなパビリオン（アールパード橋附近）
- ゼネーロ・ソコクート:夏季に音楽に合わせて水を噴出する噴水。その様はダンスに喩えられる。
- アール・ヌーヴォー様式で1911年に作られた高さ57mの八角形の給水塔（画像参照）

ゼネーロ・ソコクートと給水塔は世界遺産にブダペストのドナウ河岸とブダ城地区およびアンドラーシ通りとして登録されている。
また、この島には様々なスポーツの設備があり、パラチヌス・ウォーターパーク（ブダペスト最大の屋外水泳複合施設）やアルフレード・ハヨーシュ・スポーツ・プール（1958年、2006年、2010年のヨーロッパ水泳選手権の会場）、テニスコートやアスリートセンターが存在する。また、ゴムで覆われたジョギングコースが島の周囲に5350mに亘って存在しており、500m毎に印がついている。
二つのホテルが存在し、マルギットシゲットグランドホテルと温泉つきのマルギットシゲット旅館が存在する。また、3500人収容の屋外劇場やクラブ、レストラン等も存在している。
観光には4人乗りの自転車、または小さな電気自動車を島の中で借りることが出来る。

## ギャラリー

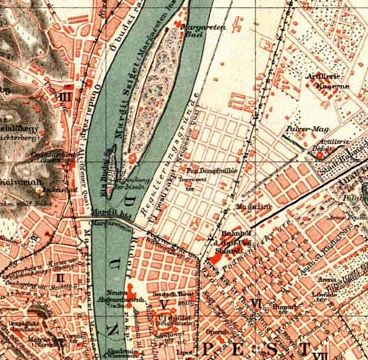
1888年のマルギット島。マルギット橋が繋がっていない
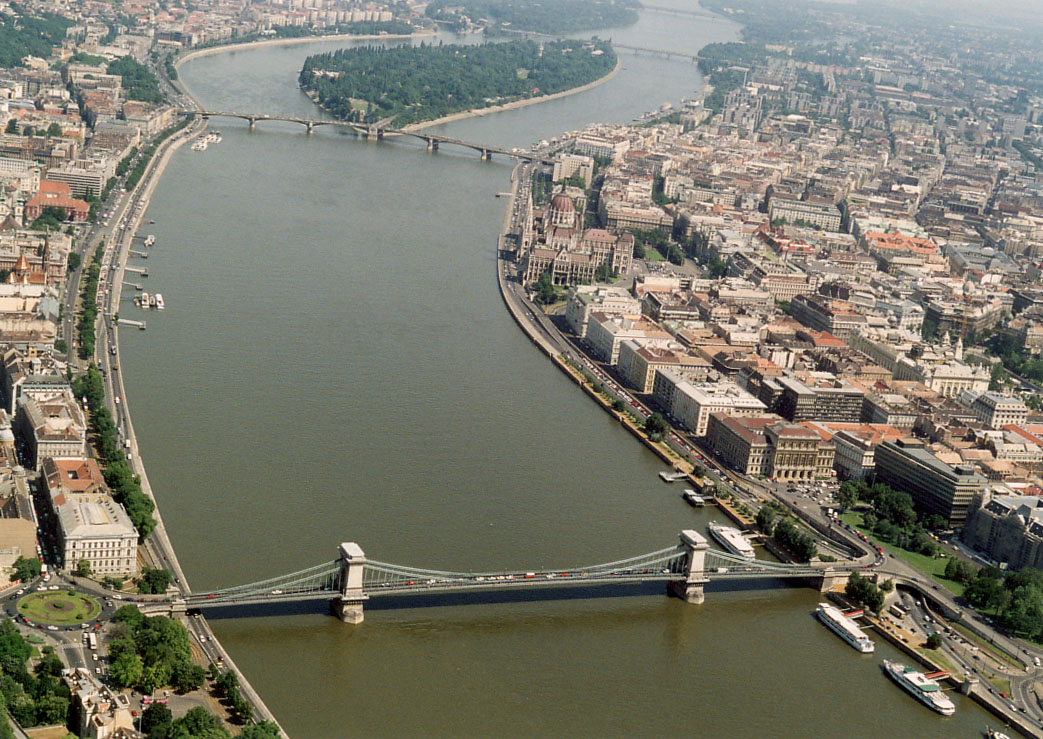
今日のマルギット島（画像上端）
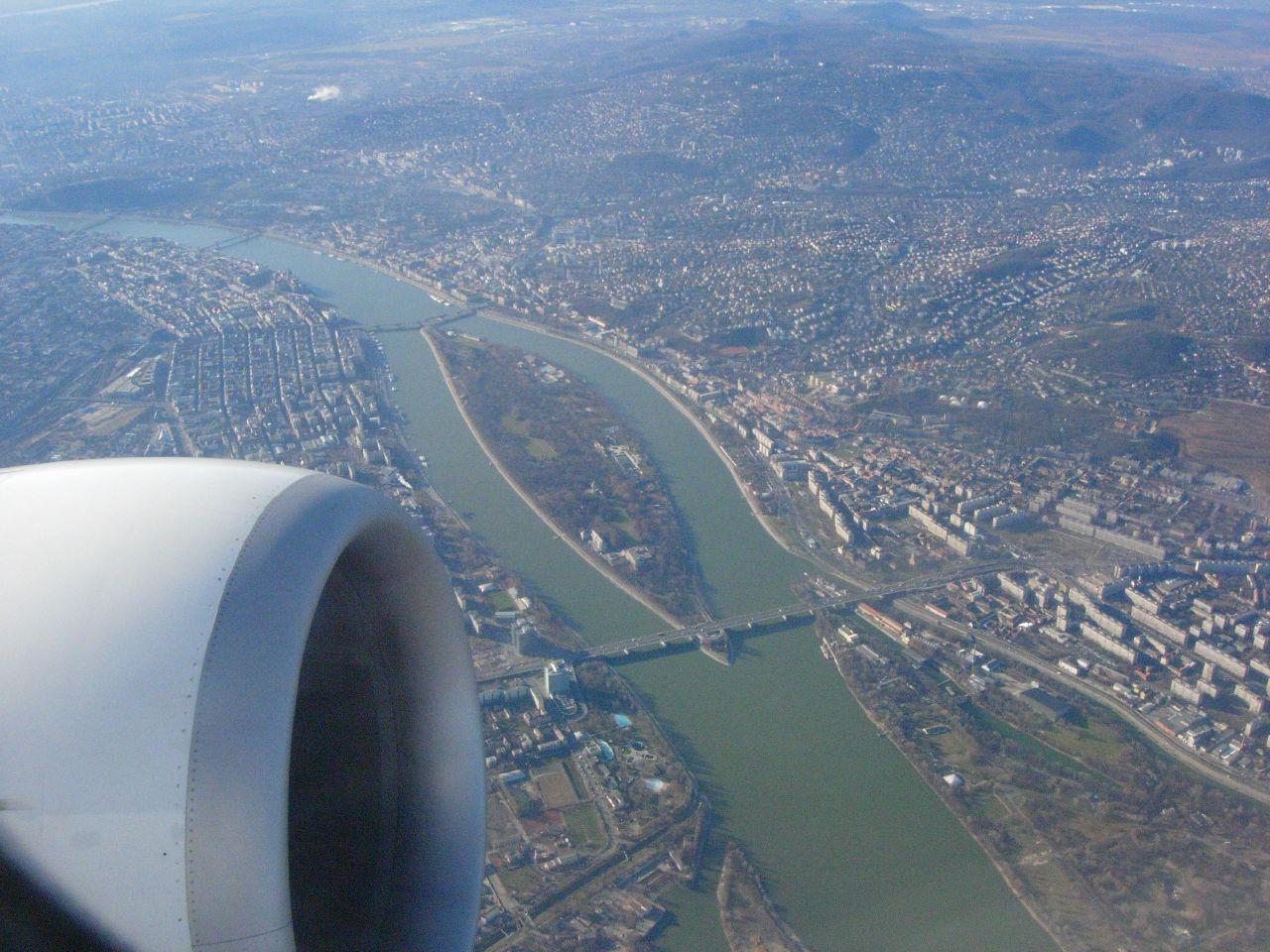
今日のマルギット島（飛行機から、左はエンジン）
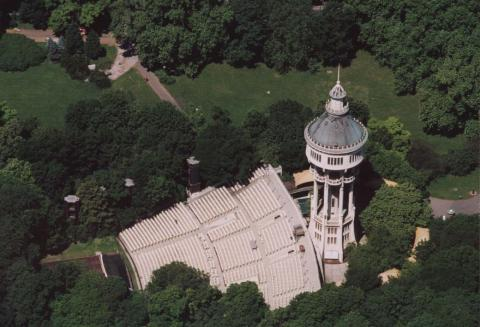
給水塔と屋外劇場
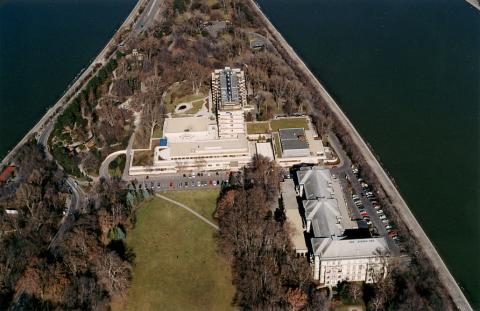
北側にあるホテル
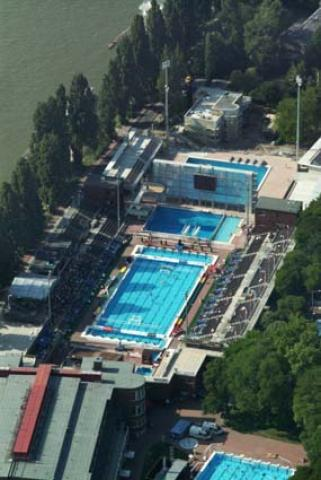
アルフレード・ハヨーシュ・スポーツ・プール
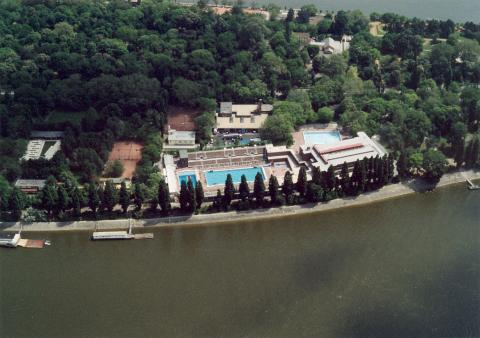
スポーツプールと島の木々
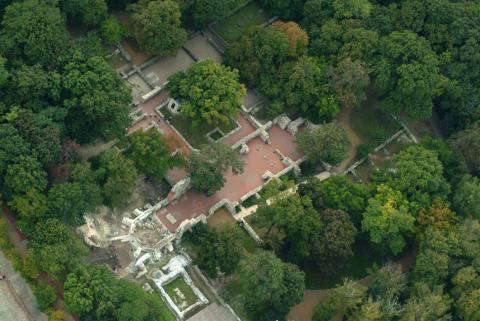
かつての教会の遺物